# Бёттхер, Артур
Якоб Эрнст Артур Бёттхер (13 июля 1831, Бауска, Курляндская губерния — 10 августа 1889, Дерпт) — учёный, анатом, патолог и педагог Российской империи.

## Биография
Из прибалтийских немцев. В 1856 году получил научную степень доктора медицины Императорского Дерптского университета. Продолжил обучение, путешествуя по Германии, Франции и Австрии. В 1862 году стал профессором, заведующим кафедры общей патологии и патологической анатомии в университете Дерпта.
С 1871 по 1877 год был редактором научного журнала «Dorpater Medicinische Zeitschrift».
А. Бёттхер изучал анатомию и гистологию органов слуха и равновесия.
В 1856 году опубликовал известную монографию по микроскопическому строению внутреннего уха.
Сегодня известны: канал Бёттхера или ductus utriculosaccularis или utriculo — слой сенсорных клеток и клетки Бёттхера в составе внутреннего уха, названные в его честь.

## Избранные публикации
- Observationes microscopicae de ratione qua nervus cochleae mammalium terminator, 1856.
- Mittheilung über einen bester noch unbekannten Blasenwurm, 1862.
- Ueber die Entwickelung und Bau des Gehörlabyrinths nach Untersuchungen an Säugethieren, 1869.
- Kritische Bemerkungen und neue Beiträge zur Litteratur des Gehörlabyrinths, 1872.
- Neue Untersuchungen über die rothen Blutkörperchen, 1876.